# بوشيهياد (أوكلاهوما)
بوشيهياد (بالإنجليزية: Bushyhead CDP, Oklahoma)‏ هي منطقة سكنية تقع بولاية أوكلاهوما في الولايات المتحدة. تبلغ مساحتها 38.8 كم2، وترتفع عن سطح البحر 232.86720000000003 م، بلغ عدد سكانها 1,314 نسمة في عام 2010 حسب إحصاء مكتب تعداد الولايات المتحدة وتصل الكثافة السكانية فيها 33.9 نسمة لكل كيلومتر مربع (87.8/ميل2).

## التركيبة السكانية
حدّد مكتب تعداد الولايات المتحدة بيانات التركيبة السكانية لبوشيهياد في تعداد الولايات المتحدة. في ما يلي، التركيبة السكانية حسب تعدادي 2000 و2010.

### تعداد عام 2000
بلغ عدد سكان بوشيهياد 1,203 نسمة بحسب تعداد عام 2000، وبلغ عدد الأسر 431 أسرة وعدد العائلات 345 عائلة مقيمة في المنطقة السكنية. في حين سجلت الكثافة السكانية 31 نسمة لكل كيلومتر مربع (80.3/ميل2). وبلغ عدد الوحدات السكنية 474 وحدة بمتوسط كثافة قدره 12.2 لكل كيلومتر مربع (31.6/ميل2).
وتوزع التركيب العرقي للمنطقة السكنية بنسبة 74.56% من البيض و0.33% من الأمريكيين الأفارقة و18.12% من الأمريكيين الأصليين و0.83% من الأعراق الأخرى و6.15% من عرقين مختلطين أو أكثر و2% من الهسبانيون أو اللاتينيون من أي عرق.
بلغ عدد الأسر 431 أسرة كانت نسبة 41.5% منها لديها أطفال تحت سن الثامنة عشر تعيش معهم، وبلغت نسبة الأزواج القاطنين مع بعضهم البعض 68% من أصل المجموع الكلي للأسر، ونسبة 6.7% من الأسر كان لديها معيلات من الإناث دون وجود شريك، بينما كانت نسبة 5.3% من الأسر لديها معيلون من الذكور دون وجود شريكة وكانت نسبة 20% من غير العائلات. تألفت نسبة 16.2% من أصل جميع الأسر من عدة أفراد يعيشون في نفس المنزل ونسبة 4.4% كانت تتألف من شخص يعيش بمفرده يبلغ من العمر 65 عاماً أو أكثر. وبلغ متوسط حجم الأسرة المعيشية 2.79، أما متوسط حجم العائلات فبلغ 3.09.
بلغ العمر الوسطي للسكان 35.0 عاماً. وكانت نسبة 30.7% من القاطنين تحت سن الثامنة عشر، وكانت نسبة 7.1% بين الثامنة عشر والرابعة والعشرين عاماً، ونسبة 28.3% كانت واقعةً في الفئة العمرية ما بين الخامسة والعشرين والرابعة والأربعين عاماً، ونسبة 25.3% كانت ما بين الخامسة والأربعين والرابعة والستين، ونسبة 8.6% كانت ضمن فئة الخامسة والستين عاماً فما فوق. يوجد لكل 100 أنثى 104.2 ذكر، ويوجد لكل 100 أنثى في الثامنة عشر من عمرها فما فوق 101.0 ذكر.
بلغ متوسط دخل الأسرة في المنطقة السكنية 33,438 دولارًا، أما متوسط دخل العائلة فبلغ 34,779 دولارًا. وكان متوسط دخل الذكور 29,408 دولارًا مقابل 22,009 دولارًا للإناث. وسجل دخل الفرد الخاص بالمنطقة السكنية 13,140 دولارًا. وكانت نسبة 11.6% من العائلات ونسبة 13.4% من السكان تحت خط الفقر، وكان من هؤلاء نسبة 16.3% تحت سن الثامنة عشر ونسبة 9.7% في الخامسة والستين من العمر وما فوق.

### تعداد عام 2010
بلغ عدد سكان بوشيهياد 1,314 نسمة بحسب تعداد عام 2010، وبلغ عدد الأسر 484 أسرة وعدد العائلات 350 عائلة مقيمة في المنطقة السكنية. في حين سجلت الكثافة السكانية 33.9 نسمة لكل كيلومتر مربع (87.8/ميل2). وبلغ عدد الوحدات السكنية 568 وحدة بمتوسط كثافة قدره 14.6 لكل كيلومتر مربع (37.8/ميل2).
وتوزع التركيب العرقي للمنطقة السكنية بنسبة 69.86% من البيض و0.53% من الأمريكيين الأفارقة و18.04% من الأمريكيين الأصليين و0.38% من الأمريكيين ذوي الأصول الآسيوية و0.08% من سكان جزر المحيط الهادئ و0.99% من الأعراق الأخرى و10.12% من عرقين مختلطين أو أكثر و4.41% من الهسبانيون أو اللاتينيون من أي عرق.
بلغ عدد الأسر 484 أسرة كانت نسبة 32% منها لديها أطفال تحت سن الثامنة عشر تعيش معهم، وبلغت نسبة الأزواج القاطنين مع بعضهم البعض 59.1% من أصل المجموع الكلي للأسر، ونسبة 7.9% من الأسر كان لديها معيلات من الإناث دون وجود شريك، بينما كانت نسبة 5.4% من الأسر لديها معيلون من الذكور دون وجود شريكة وكانت نسبة 27.7% من غير العائلات. تألفت نسبة 22.3% من أصل جميع الأسر من عدة أفراد يعيشون في نفس المنزل ونسبة 7.6% كانت تتألف من شخص يعيش بمفرده يبلغ من العمر 65 عاماً أو أكثر. وبلغ متوسط حجم الأسرة المعيشية 2.68، أما متوسط حجم العائلات فبلغ 3.16.
بلغ العمر الوسطي للسكان 40.3 عاماً. وكانت نسبة 24.2% من القاطنين تحت سن الثامنة عشر، وكانت نسبة 9.3% بين الثامنة عشر والرابعة والعشرين عاماً، ونسبة 22.7% كانت واقعةً في الفئة العمرية ما بين الخامسة والعشرين والرابعة والأربعين عاماً، ونسبة 30.1% كانت ما بين الخامسة والأربعين والرابعة والستين، ونسبة 13.8% كانت ضمن فئة الخامسة والستين عاماً فما فوق. وتوزع التركيب الجنسي للسكان بنسبة 51.4% ذكور و48.6% إناث.